# Röda Elitbiblioteket
Röda Elitbiblioteket är en skönlitterär bokserie utgiven av B. Wahlströms bokförlag 1959–1960. Serien följdes av Gröna Elitbiblioteket, Blå Elitbiblioteket, Röda Elitböckerna och Wahlströms Elitromaner.
Förutom gemensam layout med röda bokryggar är böckernas enda koppling till varandra att de har gemensam layout.
| Röda Elitbiblioteket | Röda Elitbiblioteket   | Röda Elitbiblioteket | Röda Elitbiblioteket |
| Volym                | Titel                  | Författare           | Utgivningsår         |
| -------------------- | ---------------------- | -------------------- | -------------------- |
| 1                    | Vi flyger i dag, Mona  | Nevil Shute          |                      |
| 2                    | Tösen på Valtomta      | Bernhard Nordh       | 1959                 |
| 3                    | En läkares kamp        | A. J. Cronin         |                      |
| 4                    | Den purpurröda manteln | Lloyd C. Douglas     |                      |
| 5                    | Ett barn försvinner    | Erik Norlander       |                      |
| 6                    | Främling i eget land   | Jascha Golowanjuk    |                      |
| 7                    | Den dolda elden        | Winston Graham       |                      |
| 8                    | Ägget och jag          | Betty MacDonald      |                      |
| 9                    | Blödande hjärta        | Ebba L. Lewenhaupt   |                      |
| 10                   | Att vara ung           | Daphne du Maurier    | 1960                 |
| 11                   | Vilda hertiginnan      | Rosamond Marshall    |                      |
| 12                   | Brödernas kvinna       | Ebba Richert         |                      |
| 13                   | Tisa                   | Helga Moray          |                      |
| 14                   | Störningar i etern     | Jack Iams            | 1960                 |
| 15                   | Tillbaka till livet    | Frank G. Slaughter   | 1960                 |